# Angiologija
Angiologija (od grčkog ἀγγεῖον, angeīon što znači krvna žila i -λογία, -logia što znači znanost) grana je interne medicine koja se bavi bolestima krvožilnog i limfnog sustava. Zadaća je angiologije: prevencija, dijagnostika i liječenje bolesti koje utječu na funkcioniranje arterija, vena i limfnih žila.
Bolesti vezane uz aortu su: aneurizma i disekcija aorte, dok postoji niz bolesti vezanih uz arterije koje krvlju opskrbljuju druge dijelove tijela, među kojima su najpoznatije: tromboza, embolija i vaskulitis. Prevencija kardiovaskularnih bolesti prvenstveno se odnosi na moždani i srčani udar. Glavni faktor rizika za ove bolesti je hipertenzija, kao i kolesterol.
Najčešće bolesti kojima se bavi angiologija su: proširene vene, ateroskleroza arterija, obliterirajući endarteritis, troboflebitis (venska tromboza), vaskulitis, dijabetička angiopatija, Raynaudov sindrom, limfostaza, limfedem, arteriovenska anastomoza, razne vrste arteritisa itd.
Arterijske bolesti uključuju aortu (aneurizme/disekcije) i arterije koje opskrbljuju noge, ruke, bubrege, mozak, crijeva. Također uključuje arterijsku trombozu i emboliju; vaskulitis; i vazospastičkih poremećaja. Angiologija se bavi prevencijom kardiovaskularnih bolesti poput srčanog i moždanog udara. Bolesti vena uključuju: vensku trombozu, kroničnu vensku insuficijenciju i proširene vene. Bolesti limfnog sustava uključuju primarne i sekundarne oblike limfedema. Također uključuje modifikaciju faktora rizika za vaskularne bolesti kao što su: visoki kolesterol i visoki krvni tlak.
Kardiovaskularni čimbenici rizika poput visokog krvnog tlaka, povišenog kolesterola i drugi spadaju u specijalnost vaskularne medicine.